# Lunglei (district)
Lunglei is een district van de Indiase staat Mizoram. In 2001 telde het district 137.155 inwoners op een oppervlakte van 4572 km². Het oostelijke gedeelte splitste zich in 2019 echter af en vormt sindsdien het district Hnahthial.
Aizawl · Champhai · Hnahthial · Khawzawl · Kolasib · Lawngtlai · Lunglei · Mamit · Saiha · Saitual · Serchhip